# Jay Rockefeller

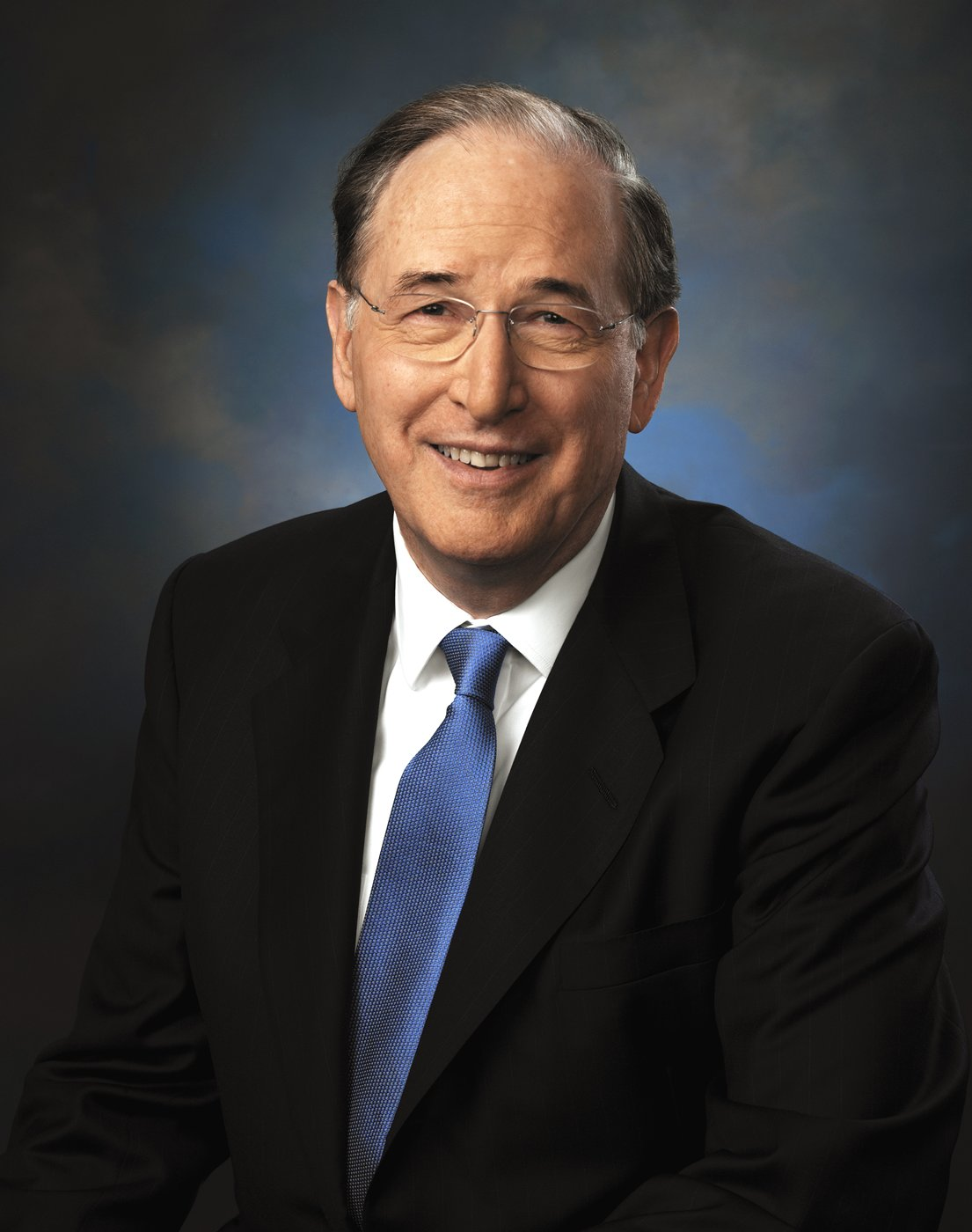
Jay Rockefeller

John Davison „Jay“ Rockefeller IV (* 18. Juni 1937 in New York City) ist ein US-amerikanischer Politiker der Demokratischen Partei. Er war von 1977 bis 1985 der 29. Gouverneur von West Virginia. Von 1985 bis 2015 vertrat er diesen Bundesstaat im US-Senat.

## Familie und Ausbildung
Rockefeller ist der Urenkel von John D. Rockefeller (1839–1937), dem legendären Multimilliardär  und damals reichsten Mann der Vereinigten Staaten. Er wurde drei Wochen nach dessen Tod geboren. Jay Rockefeller studierte bis 1961 an der Harvard University die japanische Sprache und Fernoststudien. Außerdem besuchte er die International Christian University in Tokio und die Yale University, wo er Chinesisch studierte.
Seit 1967 ist Rockefeller mit Sharon Percy, der Tochter des früheren Senators Charles H. Percy, verheiratet. Mit ihr hat er vier Kinder. Er war der letzte aktive Politiker der Rockefeller-Familie.

## Politischer Aufstieg
Im Jahr 1961 arbeitete er unter Präsident John F. Kennedy im Friedenscorps in Washington. Damals freundete er sich auch mit dem Justizminister Robert F. Kennedy an. Im Jahr 1964 kam er nach West Virginia. Er nahm dort an dem freiwilligen sozialen Projekt VISTA (Volunteers Service to America) teil und arbeitete eine Zeitlang im sozialen Bereich. Im Jahr 1966 brach er mit einer alten Familientradition und wurde Mitglied der Demokratischen Partei. Im gleichen Jahr wurde er in das Abgeordnetenhaus von West Virginia gewählt. Zwei Jahre später wurde er Secretary of State in diesem Staat. Seine Partei nominierte ihn im Jahr 1972 für die anstehenden Gouverneurswahlen. In den Wahlen unterlag er aber dem Republikaner Arch A. Moore. Danach wurde er Präsident des West Virginia Wesleyan College. 1976 war er wieder der Kandidat seiner Partei für die Gouverneurswahlen. Diesmal gelang ihm gegen den früheren Gouverneur Cecil H. Underwood der Sieg.

## Gouverneur von West Virginia
Rockefellers insgesamt achtjährige Amtszeit, einschließlich einer Wiederwahl im Jahr 1980, begann am 17. Januar 1977. Seine Amtszeit stand unter keinem guten Stern. Eine Wirtschaftskrise sorgte für die Schließung vieler Minen und Fabriken und damit für einen dramatischen Anstieg der Arbeitslosenzahlen. Zeitweise waren 15 bis 20 Prozent der erwerbsfähigen Menschen in West Virginia arbeitslos. Erschwerend hinzu kamen eine steigende Inflationsrate, ein langwieriger Streik im Kohlebergbau, Überschwemmungen und zwei besonders harte Winter. In seiner Amtszeit entstanden neue Regierungsinstitutionen, wie etwa das neue Gesundheitsministerium (Department of Health) oder das Kultusministerium (Department of Culture and History). Rockefeller ließ vor allem viele neue Nebenstraßen bauen. Im Jahr 1985 wurde Arch Moore zum dritten Mal zum Gouverneur gewählt. Er war somit sowohl der Amtsvorgänger als auch der Amtsnachfolger von Rockefeller.

## US-Senator
Nach dem Ende seiner Amtszeit als Gouverneur wurde Rockefeller in den US-Senat gewählt. Am 15. Januar 1985 nahm er dort seinen Sitz ein. Bis 2015 vertrat er seinen Staat im Kongress. Im Lauf der Jahre war er Mitglied verschiedener Ausschüsse wie z. B. dem Ausschuss zur Überwachung der Geheimdienste oder dem Ausschuss für den Umgang mit Kriegsveteranen und deren Problemen. Er war Mitglied einer Handelsdelegation aus West Virginia, die auf einer Geschäftsreise Japan besuchte. Rockefeller setzte sich auch für eine Gesundheitsreform ein. Er war ursprünglich für den Irakkrieg, änderte aber im Jahr 2003 seine Meinung. Seither war er einer der größten Kritiker des Krieges und von Präsident George W. Bush. Ab 2009 war Rockefeller Ausschussvorsitzender des Committee on Commerce, Science and Transportation. Im Januar 2013 gab er seinen Entschluss bekannt, bei den nächsten Wahlen 2014 nicht mehr für den Senat zu kandidieren; er schied deshalb am 3. Januar 2015 aus dem Amt. Daraufhin schloss er sich dem Think Tank Council on Foreign Relations (CFR) an.

## Auszeichnungen
2013 wurde ihm der japanische große Orden der Aufgehenden Sonne am Band verliehen.